# Kirsten Tackmann

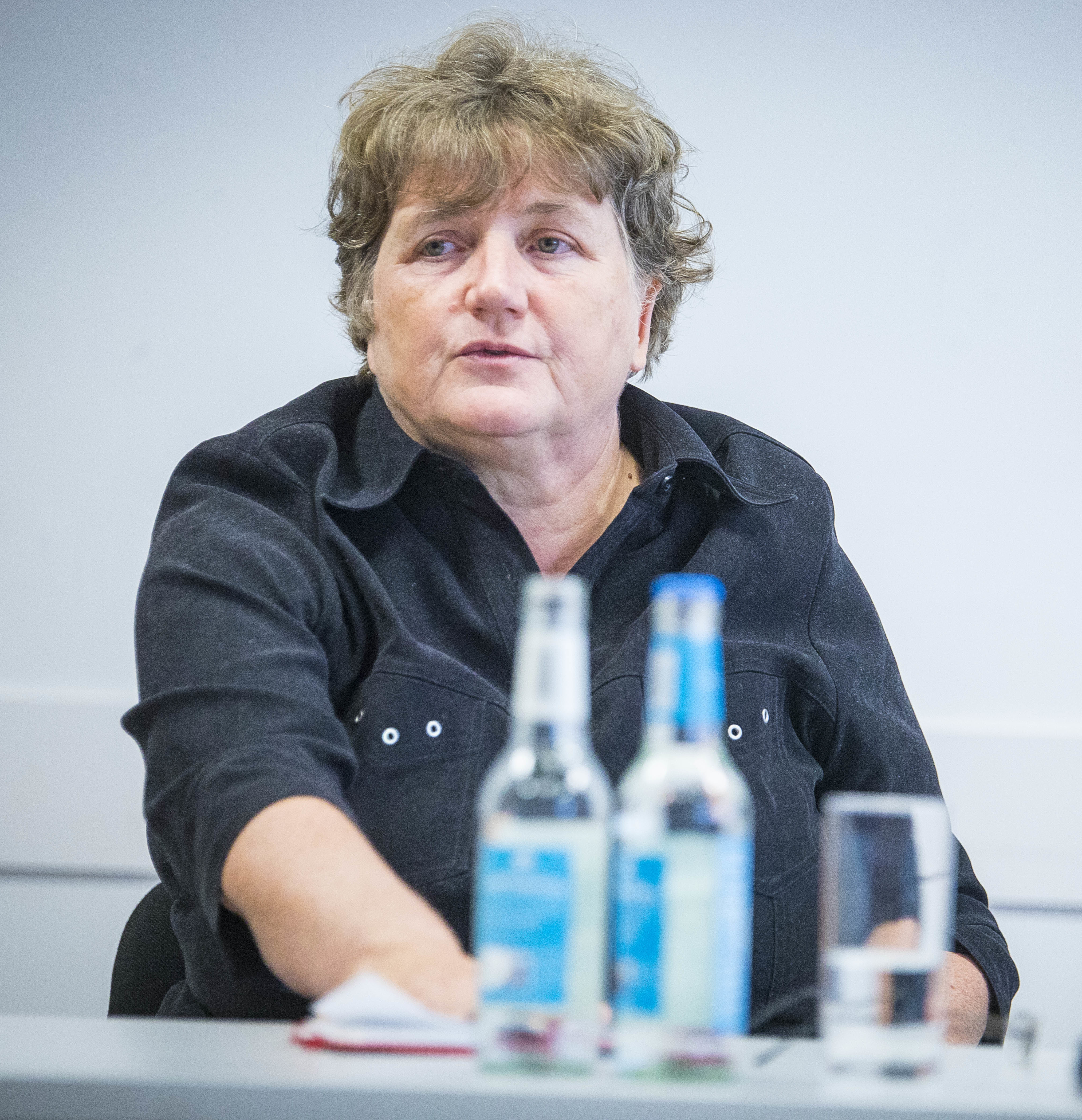
Kirsten Tackmann, 2018

Kirsten Tackmann (* 24. September 1960 als Kirsten Kohl  in Schmalkalden, Bezirk Suhl, DDR) ist eine deutsche Politikerin (Die Linke) und Tierärztin. Sie war Mitglied des Deutschen Bundestages zwischen 2005 und 2021.

## Leben und Beruf
Nach dem Besuch der POS Georg Schumann in Berlin-Lichtenberg absolvierte Kirsten Tackmann von 1977 bis 1980 eine Ausbildung zur Chemielaborantin mit Abitur beim VEB Berlin-Chemie. Anschließend begann sie ein Studium der Veterinärmedizin an der Humboldt-Universität zu Berlin, welches sie 1986 mit der Approbation als Tierärztin beendete. Kirsten Tackmann wurde dann wissenschaftliche Mitarbeiterin am Staatlichen Institut für Epizootiologie und Tierseuchenforschung, bei dessen Nachfolger, der Bundesforschungsanstalt für Viruskrankheiten der Tiere, sie noch heute beschäftigt ist. 1993 erfolgte ihre Promotion zum Dr. med. vet. an der Humboldt-Universität zu Berlin mit der Arbeit Die Immunreaktion bei Befall mit Cysticercus bovis unter experimenteller und natürlicher Erregerexposition mit besonderer Berücksichtigung der serologischen Diagnostik mittels ELISA.
Kirsten Tackmann ist verheiratet und hat zwei Kinder. Sie ist Mitglied der Gewerkschaft ver.di.

## Partei
Nachdem sie schon von 1979 bis 1990 Mitglied der SED war, trat sie erst im Juni 2001 in die PDS ein. Seit 2003 gehört Kirsten Tackmann dem PDS- bzw. Die-Linke-Landesvorstand in Brandenburg an und ist seit 2005 stellvertretende Landesvorsitzende.

## Abgeordnete
Kirsten Tackmann kandidierte 2017 bei der Wahl zum 19. Bundestag letztmals für ein Wahlkreismandat im Bundestagswahlkreis Prignitz – Ostprignitz-Ruppin – Havelland I, zusätzlich wurde sie durch die Landesliste von Die Linke Brandenburg abgesichert. Zu diesem Anlass wählte die LandesvertreterInnenversammlung im November 2016 in Falkensee Tackmann mit 100 % Ja-Stimmenanteil zur Spitzenkandidatin des brandenburgischen Landesverbands.
Tackmann trat 2005, 2009 und 2013 ebenfalls als Direktkandidatin im Bundestagswahlkreis Prignitz – Ostprignitz-Ruppin – Havelland I an. Auch bei diesen Wahlen zog sie über die Landesliste von Die Linke Brandenburg in den Bundestag ein. Im Juni 2020 kündigte sie an, bei der Bundestagswahl 2021 nicht erneut kandidieren zu wollen.
Von November 2006 bis zum Ende der 16. Wahlperiode war sie Mitglied im geschäftsführenden Fraktionsvorstand sowie frauen- und agrarpolitische Sprecherin der Linksfraktion im Bundestag. Ab Oktober 2009 war sie die agrarpolitische Sprecherin ihrer Fraktion. Sie war Ordentliches Mitglied sowie die Obfrau im Ausschuss für Ernährung und Landwirtschaft. Zudem gehörte sie als stellvertretendes Mitglied dem Petitionsausschuss an.
Seit den Kommunalwahlen in Brandenburg 2014 sitzt sie außerdem im Kreistag des Landkreises Ostprignitz-Ruppin.